# 紀元前80年代
紀元前80年代（きげんぜんはちじゅうねんだい）は、西暦による紀元前89年から紀元前80年までの10年間を指す十年紀。

## できごと
- 共和政ローマで権力争いが激化した。

### 紀元前88年
- イタリア軍がローマ軍に敗れ、同盟市戦争が終結した。

### 紀元前82年
- コリンゲートの戦いでルキウス・コルネリウス・スッラがサムニウムの同盟軍を破り、ローマを制圧した。

### 紀元前81年
- スッラは独裁官に指名され、ローマ政府を改革した。

### 紀元前80年
- アレクサンドリアがローマの管轄内に入った。

## 死去
- 紀元前87年 - 武帝 (前漢）